# Unguicularia costata
Unguicularia costata är en svampart som först beskrevs av Jean Louis Emile Boudier, och fick sitt nu gällande namn av Dennis 1949. Unguicularia costata ingår i släktet Unguicularia och familjen Hyaloscyphaceae.   Inga underarter finns listade i Catalogue of Life.